# Ecuación de Cambridge
La Ecuación de Cambridge representa formalmente la teoría del equilibrio o saldos en efectivo de Alfred Marshall, un enfoque alternativo a la teoría cuantitativa del dinero clásica.  Ambas teorías, la de Cambridge y la clásica, intentan expresar la relación entre los cantidad de bienes producidos, el nivel de precios, las cantidades de dinero, y el cómo este circula.

## Introducción
La ecuación de Cambridge se basa en la asunción que la cantidad de circulante depende en la demanda de dinero en lugar de la oferta de dinero. Adicionalmente asume que el dinero actúa como un medio de atesoramiento o conservación de valor y su movimiento depende de la conveniencia de mantener dinero en efectivo. Todo eso enfatiza la cantidad de dinero que los individuos (incluyendo las empresas) demandan a fin de mantener sus actividades económicas. En la versión "clásica" de Irving Fisher el dinero se mueve a una tasa fija y sólo sirve como un medio de cambio.
Los economistas asociados con la Universidad de Cambridge, incluyendo Marshall, Arthur Pigou y John Maynard Keynes (antes que este desarrollara su propia escuela) contribuyeron a una teoría cuantitativa del dinero que prestó más atención a la  demanda que la versión clásica, orientada a la oferta. Los economistas de Cambridge sostuvieron que una cierta parte o fracción del circulante no será utilizado para transacciones, sino que se mantendrá o acumulara para la comodidad y la seguridad de tener “efectivo en caja”.   Esta porción del efectivo se representa normalmente como k, y se entiende como esa fracción de los ingresos nominales que iguala el circulante al dinero demandado:  
| Símbolo                         | Nombre            |
| ------------------------------- | ----------------- |
| {\displaystyle M^{\textit {d}}} | Demanda de dinero |
| {\displaystyle Y}               | Ingreso nacional  |
| {\displaystyle P}               | Precios           |
| {\displaystyle k}               | Fracción          |

{\displaystyle k\,} la fracción que iguala la ecuación. (o, alternativamente, la cantidad de dinero que los individuos consideran conveniente mantener como reserva líquida).  
En otras palabras: asumiendo que la economía está en equilibrio ({\displaystyle M^{\textit {d}}=M}), Y es exógena y ‘k’ permanece fijo en el corto plazo, la ecuación de Cambridge es equivalente a la ecuación de intercambio de Fisher, con la velocidad del dinero (V) igual a la inversa de k:

{\displaystyle {\frac {M}{k}}=P\cdot Y}

Monge (2021) demostró que la ecuación de Cambridge proviene de una función de utilidad tipo Cobb-Douglas; con ello se prueba que, en el cuantitativismo clásico, el dinero posee utilidad marginal decreciente (origen de la inflación como fenómeno dinerario).

## Historia
A pesar de que tanto la versión clásica como la representada por la ecuación de Cambridge tienen una larga historia generalmente se considera que esta última fue presentada formalmente por primera vez  en 1917 en Pigou "Value of Money".  Poco después Marshall sugirió que  k se determina tanto por el deseo de individuos y empresas de mantener dinero en efectivo como la conveniencia de “conservar valor” entre transacciones.
Keynes contribuyó a la teoría con su Tract on Monetary Reform (1923). Esa versión de la ecuación condujo al ataque de Keynes a la teoría cuantitativa.  En su Teoría General del Empleo, Interés y Dinero, Keynes amplió este concepto, desarrollando la idea de preferencia por la liquidez